# Weathermen

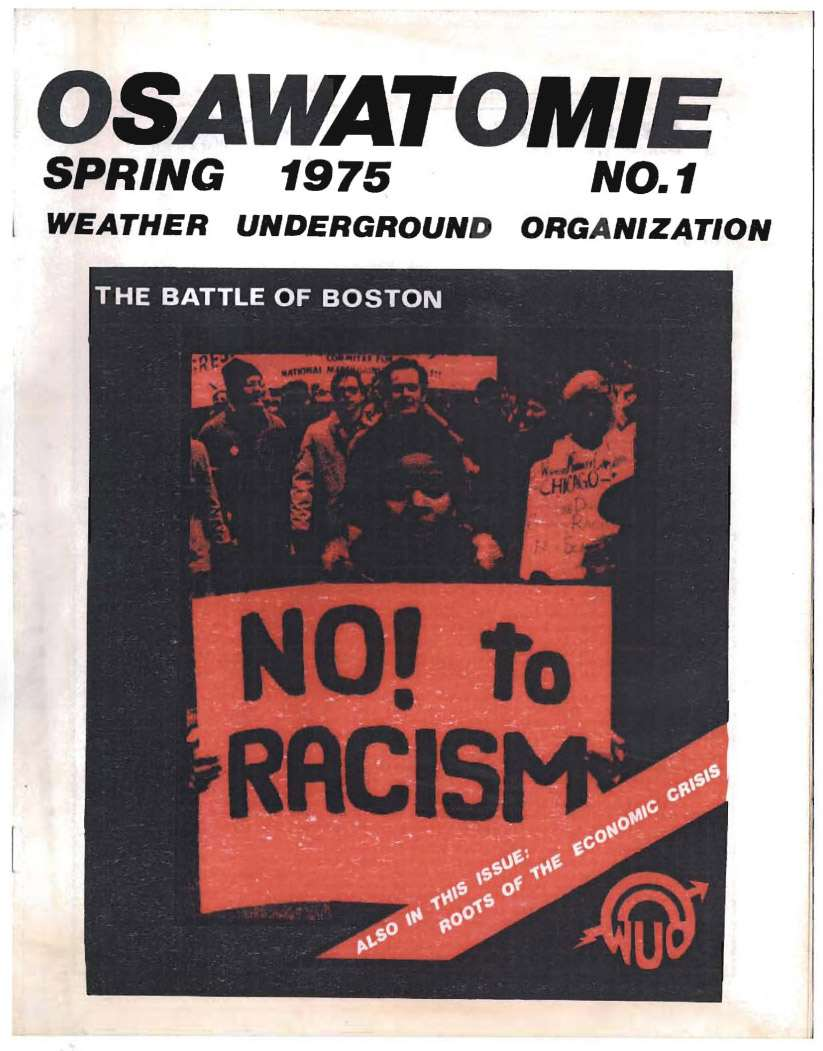
Erste Ausgabe des Blattes Osawatomie

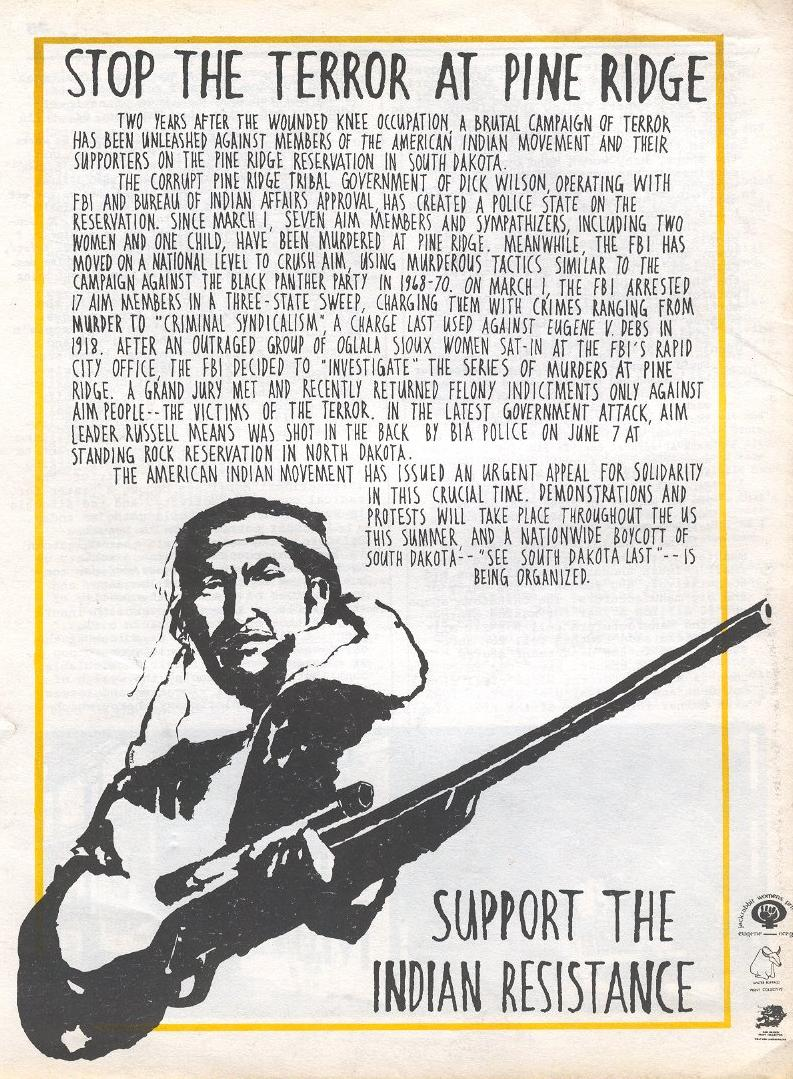
Stop the Terror at Pine Ridge; Artikel und Flugblatt der Untergrundzeitschrift Osawatomie aus dem Jahr 1975, zur Solidarität mit angeklagten Mitgliedern des American Indian Movement, zwei Jahre nach der Besetzung von Wounded Knee

Die Weathermen (auch Weather Underground Organisation, Weatherman, Weather People) waren eine linksradikale, militante Untergrundorganisation in den USA, die Ende der 1960er- bis in die 1970er-Jahre aktiv waren. Sie verübten vor allem Bombenanschläge gegen Regierungsgebäude.

## Geschichte

### Entstehung und Begriff
Der Name Weathermen stammt aus dem Bob-Dylan-Song Subterranean Homesick Blues, worin es heißt: „You don’t need a weatherman to know which way the wind blows“ („Du brauchst keinen Wetteransager, um zu wissen, woher der Wind weht“).
1969 erschien im US-amerikanischen Studentenbund Students for a Democratic Society (SDS, dt. Studenten für eine demokratische Gesellschaft) ein Flugblatt mit dem Titel You don’t need a weatherman. Die Herausgeber dieses Flugblatts erklärten sich solidarisch mit den Kämpfern des Vietcong und der Black Panther Party und stellten die weißen Arbeiter in den USA als rassistisch und unrevolutionär dar.
Der anschließende Streit im SDS endete mit der Abspaltung der dann Weathermen genannten Fraktion, die sich selbst als eine „revolutionäre Organisation kommunistischer Männer und Frauen“ verstand.
Nach Angaben von Mark Rudd, einem Gründungsmitglied, hatten die Weathermen auf dem Höhepunkt ihres Einflusses etwa 500 Anhänger in mehreren Dutzend Universitätsstädten.

### Aktionen
Im Spätsommer 1969 starteten die Weathermen sogenannte Highschool Jailbreaks. Die Aktionen sollten Highschool- und Community-College-Studenten für die Bewegung gewinnen. Im Oktober 1969 organisierten die Weathermen in Chicago die „Days of Rage“ gegen den Vietnamkrieg. Die Demonstrationen endeten in heftigen Straßenschlachten mit der Polizei sowie einem Toten. Daraufhin erklärte 1970 die Bewegung dem Staatsapparat den Krieg und die Mitglieder gingen in den Untergrund. Auslöser dafür war die Ermordung Fred Hamptons, des Vorsitzenden der Sektion Illinois der Black Panther Party, durch die Polizei. Dies führte in den folgenden Jahren zu einer Serie von Bombenanschlägen auf staatliche, vor allem militärische und polizeiliche Einrichtungen, bei denen allerdings nie Personen getötet wurden.
Aufgrund feministischer Einflüsse erfolgte 1970 die Umbenennung in das geschlechtsneutrale Weather People, später in Weather Underground. In den 1970ern waren die Weather People vor allem in der Drogen-Subkultur aktiv und beeinflussten dort die Yippies. Spektakulärste Aktion war hierbei die Befreiung des Psychologen Timothy Leary aus einem Gefängnis 1970.

### Zersplitterung und Ende
Nach einigen internen Streitereien entstanden Mitte der 1970er legale Ableger, wie PFOC (Prairie Fire Organizing Committee), aber auch illegale Abspaltungen wie die ARU (Armed Resistance Unit), die ein Deckname war für die Kommunistische Organisation vom 19. Mai. Das FBI verfasste im Jahr 1976 einen Bericht, der die Überwachung der Gruppe bezeugt. Heute beschreibt das FBI die Gruppe als „ehemalige inländische terroristische Gruppe“. Der Weather Underground war bis ca. Mitte der 1980er Jahre mit weiteren bewaffneten Kämpfen und Anschlägen wie dem Anschlag auf den US-Senat 1983 aktiv. Seine Spur verlor sich seitdem in legalen antifaschistischen Organisationen (gegen den Ku-Klux-Klan). Einige Mitglieder stellten sich später der Polizei. In vielen Fällen endeten die Gerichtsverhandlungen allerdings mit einem Freispruch, als bekannt wurde, dass das FBI illegale Ermittlungsmethoden gegen die Gruppe angewendet hatte (siehe dazu auch COINTELPRO).
Prominente Mitglieder des Weather Underground waren Kathy Boudin, Mark Rudd, Matthew Steen, Bernardine Dohrn und Bill Ayers, John Jacobs, Jeff Jones, Jim Mellen (der aber bald ausstieg) und Terry Robbins, der in der fatalen 1970er Greenwich Village townhouse Explosion starb.

## Nachwirkung
Während des US-Präsidentschaftswahlkampfes 2008 kam Bill Ayers in die internationalen Schlagzeilen, als Sarah Palin, die Vizepräsidentschaftskandidatin der Republikanischen Partei, den Präsidentschaftskandidaten der Demokratischen Partei Barack Obama bezichtigte, Kontakte zu Terroristen – nämlich Bill Ayers – zu pflegen.
Als öffentlich wurde, dass Obamas umweltpolitischer Berater Van Jones in einer Umweltschutzorganisation zusammen mit einem Gründungsmitglied der Weathermen, Jeff Jones, arbeitete, löste dies erneut einen Skandal aus. Konservative Republikaner erreichten mit einer Kampagne, dass Van Jones im September 2009 zurücktreten musste.

## Filme
- Ice. USA 1970. Regie: Robert Kramer
- Underground. USA 1976. Regie: Emile de Antonio
- The Weather Underground. USA 2002. Regie: Sam Green, Bill Siegel. Darsteller: Bill Ayers, Kathleen Cleaver, Bernardine Dohrn, Brian Flanagan, David Gilbert, Todd Gitlin, Naomi Jaffe, Mark Rudd, Don Strickland, Laura Whitehorn, Mark Witherson.
- The Company You Keep – Die Akte Grant. USA 2013. Regie: Robert Redford Darsteller: Robert Redford, Shia LaBeouf, Julie Christie, Sam Elliott, Susan Sarandon, Nick Nolte, Brendan Gleeson, Stanley Tucci, ein Polit-Thriller über ehemalige Weather-Aktivisten, die von ihrer Vergangenheit eingeholt werden. Kinostart: 25. Juli 2013